# Steven Curtis Chapman/Diskografie
Diese Diskografie ist eine Übersicht über die musikalischen Werke des US-amerikanischen christlichen Popsängers Steven Curtis Chapman. Den Schallplattenauszeichnungen zufolge hat er bisher mehr als sieben Millionen Tonträger verkauft.

## Alben

### Studioalben
| Jahr | Titel                                   | Höchstplatzierung, Gesamtwochen, AuszeichnungChartplatzierungen (Jahr, Titel, Platzierungen, Wochen, Auszeichnungen, Anmerkungen) | Höchstplatzierung, Gesamtwochen, AuszeichnungChartplatzierungen (Jahr, Titel, Platzierungen, Wochen, Auszeichnungen, Anmerkungen) | Anmerkungen                                                  |
| Jahr | Titel                                   | US | Christ | Anmerkungen                                                  |
| ---- | --------------------------------------- | --- | --- | ------------------------------------------------------------ |
| 1987 | First Hand                              | — | — | Erstveröffentlichung: 15. Juni 1987                          |
| 1988 | Real Life Conversations                 | — | Christ19 (26 Wo.)Christ | Erstveröffentlichung: 1. April 1988                          |
| 1989 | More to This Life                       | US— GoldUS | Christ2 (92 Wo.)Christ | Erstveröffentlichung: 5. Oktober 1989 Verkäufe: + 500.000    |
| 1990 | For the Sake of the Call                | US— GoldUS | Christ1 (123 Wo.)Christ | Erstveröffentlichung: 13. Dezember 1990 Verkäufe: + 500.000  |
| 1992 | The Great Adventure                     | US— GoldUS | Christ1 (91 Wo.)Christ | Erstveröffentlichung: 19. Juni 1992 Verkäufe: + 500.000      |
| 1994 | Heaven in the Real World                | US195 Platin · (1 Wo.)US | Christ1 (100 Wo.)Christ | Erstveröffentlichung: 5. Juli 1994 Verkäufe: + 1.000.000     |
| 1996 | Signs of Life                           | US20 Gold · (36 Wo.)US | Christ1 (71 Wo.)Christ | Erstveröffentlichung: 22. August 1996 Verkäufe: + 500.000    |
| 1999 | Speechless                              | US31 Platin · (34 Wo.)US | Christ1 (96 Wo.)Christ | Erstveröffentlichung: 3. Juni 1999 Verkäufe: + 1.000.000     |
| 2001 | Declaration                             | US14 Gold · (30 Wo.)US | Christ2 (71 Wo.)Christ | Erstveröffentlichung: 13. September 2001 Verkäufe: + 500.000 |
| 2001 | All About Love                          | US12 Gold · (12 Wo.)US | Christ1 (47 Wo.)Christ | Erstveröffentlichung: 16. Januar 2003 Verkäufe: + 500.000    |
| 2004 | All Things New                          | US22 (14 Wo.)US | Christ1 (36 Wo.)Christ | Erstveröffentlichung: 9. September 2004                      |
| 2007 | This Moment                             | US47 (27 Wo.)US | Christ1 (78 Wo.)Christ | Erstveröffentlichung: 23. Oktober 2007                       |
| 2009 | Beauty Will Rise                        | US27 (8 Wo.)US | Christ1 (53 Wo.)Christ | Erstveröffentlichung: 30. Oktober 2009                       |
| 2011 | Re:Creation                             | US45 (3 Wo.)US | Christ2 (24 Wo.)Christ | Erstveröffentlichung: 5. August 2011                         |
| 2013 | Deep Roots                              | US68 (4 Wo.)US | Christ2 (21 Wo.)Christ | Erstveröffentlichung: 11. März 2013                          |
| 2013 | The Glorious Unfolding                  | US27 (6 Wo.)US | Christ2 (69 Wo.)Christ | Erstveröffentlichung: 27. September 2013                     |
| 2016 | Worship and Believe                     | US87 (1 Wo.)US | Christ4 (27 Wo.)Christ | Erstveröffentlichung: 4. März 2016                           |
| 2019 | Deeper Roots: Where the Bluegrass Grows | — | Christ12 (1 Wo.)Christ | Erstveröffentlichung: 22. März 2019                          |
| 2022 | Still                                   | — | Christ4 (1 Wo.)Christ | Erstveröffentlichung: 14. Oktober 2022                       |

### Livealben
| Jahr | Titel          | Höchstplatzierung, Gesamtwochen, AuszeichnungChartsChartplatzierungen (Jahr, Titel, Platzierungen, Wochen, Auszeichnungen, Anmerkungen) | Anmerkungen                              |
| Jahr | Titel          | Christ | Anmerkungen                              |
| ---- | -------------- | --- | ---------------------------------------- |
| 1993 | Live Adventure | Christ2 (26 Wo.)Christ | Erstveröffentlichung: 13. September 1993 |

### Kompilationen
| Jahr | Titel          | Höchstplatzierung, Gesamtwochen, AuszeichnungChartplatzierungen (Jahr, Titel, Platzierungen, Wochen, Auszeichnungen, Anmerkungen) | Höchstplatzierung, Gesamtwochen, AuszeichnungChartplatzierungen (Jahr, Titel, Platzierungen, Wochen, Auszeichnungen, Anmerkungen) | Anmerkungen                                               |
| Jahr | Titel          | US | Christ | Anmerkungen                                               |
| ---- | -------------- | --- | --- | --------------------------------------------------------- |
| 1997 | Greatest Hits  | US85 Gold · (16 Wo.)US | Christ4 (89 Wo.)Christ | Erstveröffentlichung: 9. Oktober 1997 Verkäufe: + 500.000 |
| 2012 | #1’s: Volume 1 | — | Christ19 (1 Wo.)Christ | Erstveröffentlichung: 30. März 2012                       |
| 2013 | #1’s: Volume 2 | — | Christ43 (2 Wo.)Christ | Erstveröffentlichung: 8. Februar 2013                     |

### EPs
| Jahr | Titel            | Höchstplatzierung, Gesamtwochen, AuszeichnungChartsChartplatzierungen (Jahr, Titel, Platzierungen, Wochen, Auszeichnungen, Anmerkungen) | Anmerkungen                              |
| Jahr | Titel            | Christ | Anmerkungen                              |
| ---- | ---------------- | --- | ---------------------------------------- |
| 2010 | Safe in the Arms | Christ30 (1 Wo.)Christ | Erstveröffentlichung: 17. September 2010 |

### Weihnachtsalben
| Jahr | Titel                           | Höchstplatzierung, Gesamtwochen, AuszeichnungChartplatzierungen (Jahr, Titel, Platzierungen, Wochen, Auszeichnungen, Anmerkungen) | Höchstplatzierung, Gesamtwochen, AuszeichnungChartplatzierungen (Jahr, Titel, Platzierungen, Wochen, Auszeichnungen, Anmerkungen) | Anmerkungen                                                  |
| Jahr | Titel                           | US | Christ | Anmerkungen                                                  |
| ---- | ------------------------------- | --- | --- | ------------------------------------------------------------ |
| 1995 | The Music of Christmas          | US61 Gold · (9 Wo.)US | Christ2 (14 Wo.)Christ | Erstveröffentlichung: 14. September 1995 Verkäufe: + 500.000 |
| 2005 | All I Really Want for Christmas | US90 (5 Wo.)US | Christ7 (15 Wo.)Christ | Erstveröffentlichung: 27. September 2005                     |
| 2012 | Joy                             | US185 (2 Wo.)US | Christ7 (12 Wo.)Christ | Erstveröffentlichung: 12. Oktober 2012                       |
| 2015 | Christmas Hymns                 | — | Christ50 (1 Wo.)Christ | Erstveröffentlichung: 9. Oktober 2015                        |

## Singles

### Als Leadmusiker
| Jahr | Titel Album                                                | Höchstplatzierung, Gesamtwochen, AuszeichnungChartsChartplatzierungen (Jahr, Titel, Album, Platzierungen, Wochen, Auszeichnungen, Anmerkungen) | Anmerkungen                                             |
| Jahr | Titel Album                                                | Christ | Anmerkungen                                             |
| --- | ---------------------------------------------------------- | --- | ------------------------------------------------------- |
| 2003 | How Do I Love Her All About Love                           | Christ7 (16 Wo.)Christ |                                                         |
| 2003 | Moment Made for Worshipping All About Love                 | Christ9 (24 Wo.)Christ |                                                         |
| 2004 | All Things New                                             | Christ8 (26 Wo.)Christ |                                                         |
| 2004 | Much of You All Things New                                 | Christ5 (26 Wo.)Christ |                                                         |
| 2004 | I See Love –                                               | Christ21 (26 Wo.)Christ | mit Third Day & MercyMe                                 |
| 2005 | Believe Me Now All Things New                              | Christ27 (9 Wo.)Christ |                                                         |
| 2005 | Remembering You –                                          | Christ9 (20 Wo.)Christ |                                                         |
| 2005 | All I Really Want for Christmas                            | Christ2 (6 Wo.)Christ |                                                         |
| 2007 | Miracle of the Moment This Moment                          | Christ4 (20 Wo.)Christ |                                                         |
| 2008 | Cinderella This Moment                                     | Christ4 Platin · (20 Wo.)Christ | Verkäufe: + 1.000.000                                   |
| 2008 | Yours This Moment                                          | Christ7 (24 Wo.)Christ |                                                         |
| 2009 | Heaven Is the Face Beauty Will Rise                        | Christ7 (23 Wo.)Christ |                                                         |
| 2010 | Beauty Will Rise                                           | Christ39 (20 Wo.)Christ |                                                         |
| 2011 | Do Everything Re:Creation                                  | Christ3 (37 Wo.)Christ |                                                         |
| 2012 | Long Way Home Re:Creation                                  | Christ15 (21 Wo.)Christ |                                                         |
| 2012 | Christmas Time Again Joy                                   | Christ1 (6 Wo.)Christ |                                                         |
| 2013 | Love Take Me Over The Glorious Unfolding                   | Christ4 (26 Wo.)Christ |                                                         |
| 2013 | Jesus, Firm Foundation –                                   | Christ41 (13 Wo.)Christ | mit Mike Donehey, Mark Hall & Mandisa                   |
| 2014 | Glorious Unfolding The Glorious Unfolding                  | Christ18 (22 Wo.)Christ |                                                         |
| 2015 | Something Beautiful The Glorious Unfolding                 | Christ19 (28 Wo.)Christ |                                                         |
| 2016 | Amen Worship and Believe                                   | Christ23 (11 Wo.)Christ |                                                         |
| 2016 | One True God Worship and Believe                           | Christ27 (24 Wo.)Christ |                                                         |
| 2017 | We Remember –                                              | Christ43 (1 Wo.)Christ |                                                         |
| 2017 | The Great Adventure: 25th Anniversary Edition –            | Christ47 (1 Wo.)Christ | feat. Bart Millard                                      |
| 2020 | Together (We’ll Get Through This) –                        | Christ36 (1 Wo.)Christ | feat. Brad Paisley, Tasha Cobbs Leonard & Lauren Alaina |
| 2022 | Don’t Lose Heart Still                                     | Christ10 (27 Wo.)Christ |                                                         |
| Folgende Lieder erschienen nicht als Single, wurden aber durch das Album zum Download und Streaming bereitgestellt und konnten somit eine Platzierung erlangen: |                                                            | |                                                         |
| |                                                            | |                                                         |
| 2005 | Go Tell It on the Mountain All I Really Want for Christmas | Christ17 (5 Wo.)Christ |                                                         |
| 2012 | Do You Hear What I Hear? Joy                               | Christ32 (4 Wo.)Christ |                                                         |
| 2012 | Let It Snow, Let It Snow, Let It Snow Joy                  | Christ46 (1 Wo.)Christ |                                                         |
| 2012 | Joy to the World Joy                                       | Christ45 (2 Wo.)Christ |                                                         |
| 2015 | Warrior –                                                  | Christ50 (1 Wo.)Christ |                                                         |

Weitere Singles
| - 1987: Weak Days - 1987: Hiding Place - 1987: Tell Me - 1988: Run Away - 1988: His Eyes - 1988: Faithful Too - 1988: For Who He Really Is - 1989: My Turn Now - 1989: His Strength Is Perfect - 1989: More to This Life - 1990: I Will Be Here - 1990: Love You With My Life - 1990: Treasure Island - 1990: Waiting for Lightning - 1991: For the Sake of the Call - 1991: When You Are a Soldier - 1991: No Better Place - 1991: Busy Man - 1991: What Kind of Joy - 1992: You Know Better - 1992: Real Life Medley - 1992: The Great Adventure - 1992: Where We Belong - 1993: Go There With You - 1993: That’s Paradise - 1993: Still Called Today (feat. Bebe Winans) - 1994: Heaven in the Real World - 1994: King of the Jungle | - 1994: Remember Your Chains - 1995: Dancing With the Dinosaur - 1995: The Mountain - 1995: Heartbeat of Heaven - 1995: Christmas Is All in the Heart - 1996: Sometimes He Comes in the Clouds - 1996: Lord of the Dance - 1996: Signs of Life - 1997: Let Us Pray - 1997: Free - 1997: Not Home Yet - 1998: I Will Not Go Quietly - 1998: The Walk - 1999: Speechless - 1999: Dive - 1999: Fingerprints of God - 2000: Whatever - 2000: Great Expectations - 2000: I Do Believe - 2000: The Change - 2001: Live Out Loud - 2001: God Is God - 2002: I See Glory - 2002: Magnificent Obsession - 2002: Jesus Is Life - 2002: All About Love - 2017: More Than Conquerers - 2018: Remember to Remember |

### Als Gastmusiker
| Jahr | Titel Album                  | Höchstplatzierung, Gesamtwochen, AuszeichnungChartsChartplatzierungen (Jahr, Titel, Album, Platzierungen, Wochen, Auszeichnungen, Anmerkungen) | Anmerkungen                                                                        |
| Jahr | Titel Album                  | Christ | Anmerkungen                                                                        |
| ---- | ---------------------------- | --- | ---------------------------------------------------------------------------------- |
| 2007 | By His Wounds Glory Revealed | Christ8 (20 Wo.)Christ | Glory Revealed feat. Mac Powell, Mark Hall, Steven Curtis Chapman & Brian Littrell |
| 2021 | Wonderful                    | Christ18 (9 Wo.)Christ | Cain feat. Steven Curtis Chapman                                                   |

Weitere Gastbeiträge
- 1992: Listen to Our Hearts (Geoff Moore and the Distance feat. Steven Curtis Chapman)
- 1996: Faithful Freind (Twila Paris feat. Steven Curtis Chapman)

## Videoalben
- 1997: The Walk
- 2002: The Videos
- 2019: A Great Adventure: Live Solo Performances of Timeless Hits

## Statistik

### Chartauswertung
|                     | US     | Christ         |
| ------------------- | ------ | -------------- |
| Nummer-eins-Alben   | US—US  | Christ9Christ  |
| Top-10-Alben        | US—US  | Christ20Christ |
| Alben in den Charts | US16US | Christ27Christ |

|                       | US    | Christ         |
| --------------------- | ----- | -------------- |
| Nummer-eins-Singles   | US—US | Christ1Christ  |
| Top-10-Singles        | US—US | Christ14Christ |
| Singles in den Charts | US—US | Christ33Christ |

### Auszeichnungen für Musikverkäufe
Anmerkung: Auszeichnungen in Ländern aus den Charttabellen bzw. Chartboxen sind in ebendiesen zu finden.
| Land/RegionAuszeichnungen für Musikverkäufe (Land/Region, Auszeichnungen, Verkäufe, Quellen) | Gold     | Platin     | Verkäufe  | Quellen  |
| -------------------------------------------------------------------------------------------- | -------- | ---------- | --------- | -------- |
| Vereinigte Staaten (RIAA)                                                                    | 8× Gold8 | 3× Platin3 | 7.000.000 | riaa.com |
| Insgesamt                                                                                    | 8× Gold8 | 3× Platin3 |           |          |